# W.A.S.P.
W.A.S.P. (Ми - сексуальні збоченці (англ. We Are Sexual Perverts, скор. W.A.S.P.)) — глем-метал гурт, заснований у Лос-Анджелесі в 1982 році, найпопулярніший у 1980-х роках. Разом із гуртами Mötley Crüe, Ratt і Quiet Riot є провідним представником лос-анджелеської глем-метал-сцени. Гурт здобув скандальну популярність завдяки екстравагантності його учасників, шокуючим текстам пісень, відеокліпам і виступам, які в ранні роки містили елементи софт-порно й садомазохізму.
W.A.S.P. до сьогодні регулярно видає нові альбоми та гастролює. Єдиним незмінним учасником є вокаліст і гітарист Блекі Лоулесс.

## Поточний склад
- Блекі Лоулесс (1982-дотепер) — спів, гітара, бас-гітара, клавішні
- Дуг Блер (1992, 2001, 2006-дотепер) — соло-гітара, бек-вокал
- Майк Дуда (1997-дотепер) — бас-гітара, бек-вокал

## Дискографія

### Студійні альбоми
- W.A.S.P. (17 серпня 1984)
- The Last Command (9 листопада 1985)
- Inside the Electric Circus (8 листопада 1986)
- The Headless Children (15 квітня 1989)
- The Crimson Idol (8 червня 1992)
- Still Not Black Enough (5 жовтня 1995)
- Kill Fuck Die (1997)
- Helldorado (1999)
- Unholy Terror (2001)
- Dying for the World (2002)
- The Neon God: Part 1— The Rise (2004)
- The Neon God: Part 2- The Demise (2004)
- Dominator (2007)
- Babylon (2009)
- Golgotha (2015)

### Концертні альбоми
- Live…In the Raw (1987)
- Live…Animal (EP) (1987)
- Double Live Assassins (1998)
- The Sting: Live at the Key Club L.A. (2000)